# Matthias Hinze
Matthias Hinze (Berlino, 7 febbraio 1969 – Berlino, 13 aprile 2007) è stato un attore e doppiatore tedesco.

## Biografia

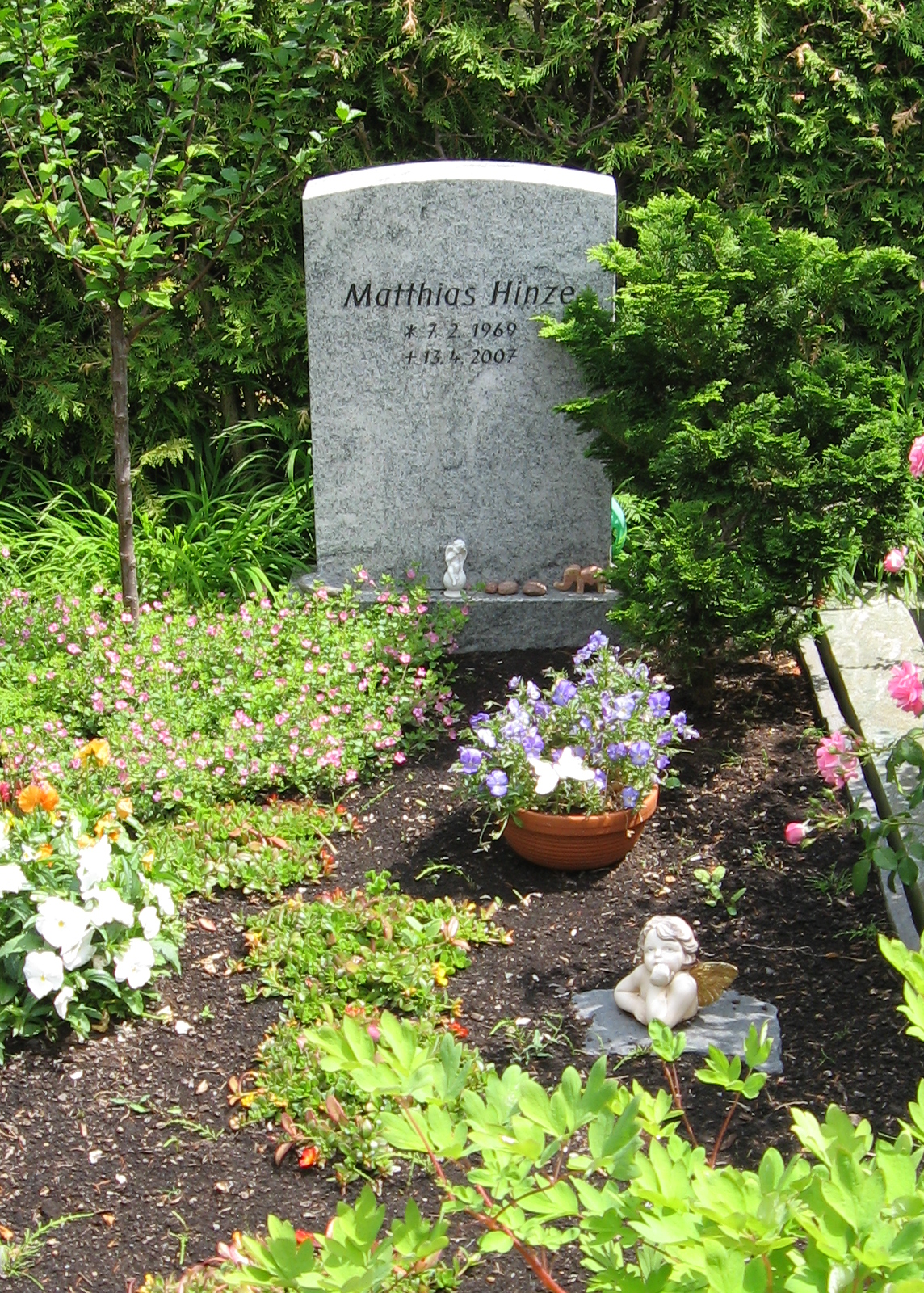
Tomba nel cimitero di Berlino-Wilmersdorf

Matthias Hinze era il figlio dell'attore e doppiatore Lothar Hinze.
Dal 1988 al 1990, ha frequentato la scuola di recitazione Schauspielschule Maria Körber a Berlino. Successivamente, dal 1990 al 1996, ha seguito le lezioni di canto tenute da Richard Gsell a Berlino. Hinze ha lavorato in varie serie televisive tedesche come La clinica della Foresta Nera (Die Schwarzwaldklinik) e Gute Zeiten, schlechte Zeiten. Nel 1988, ha anche interpretato un ruolo secondario nella miniserie statunitense Feuersturm und Asche ed uno principale (Friedrich) nella serie Teufels Großmutter.
Ha dovuto rinunciare al suo ruolo in Gute Zeiten, schlechte Zeiten a causa di un problema alla schiena.
Ha lavorato soprattutto come doppiatore di attori, come ad esempio Matt Damon; tuttavia nel film The Bourne Supremacy non ha potuto doppiarlo per motivi di salute. Inoltre, Hinze ha preso parte a varie produzioni radiofoniche come Gabriel Burns e Mystic Knights. In Bibi und Tina interpretava il ruolo di Holger e dopo la sua morte è stato sostituito da Marius Clarén.
È morto a causa di una malattia all'età di 38 anni.
Hinze era sposato con la doppiatrice Melanie Hinze, sorella di Julien Haggége e figlia di Eva-Maria Werth. La sua tomba si trova nel cimitero Friedhof Wilmersdorf di Berlino.

## Filmografia
- Eine Klasse für sich – serie TV, 25 episodi (1984)
- Teufels Großmutter – serie TV, 12 episodi (1985)
- Ho sposato tutta la famiglia (Ich heirate eine Familie) – serie TV, 14 episodi (1985)
- Wartesaal zum kleinen Glück – serie TV, 37 episodi (1986)
- Hafendetektiv – serie TV, 35 episodi (1986)
- Berliner Weiße mit Schuß – serie TV, 19 episodi (1987)
- La clinica della Foresta Nera (Die Schwarzwaldklinik) – serie TV, 70 episodi (1987)
- Nordlichter – serie TV (1988)
- Feuersturm und Asche – serie TV, 12 episodi (1988)
- Aktenzeichen XY … ungelöst – serie TV, 547 episodi (1989)
- Il medico di campagna (Der Landarz) – serie TV, 297 episodi (1989)
- Gute Zeiten, schlechte Zeiten – serie TV, 6468 puntate (1992)

## Doppiaggio
Matt Damon
- Will Hunting in Will Hunting - Genio ribelle
- James Ryan in Salvate il soldato Ryan
- Mike McDermott in Rounders
- Tom Ripley in Il talento di Mr. Ripley
- Loki in Dogma
- John Grady Cole in Passione ribelle
- Will Hunting / Matt Damon in Jay & Silent Bob... Fermate Hollywood!
- Linus Caldwell in Ocean's Eleven
- Jason Bourne in The Bourne Identity
- Bob in Fratelli per la pelle
- Linus Caldwell in Ocean's Twelve
- Brian Woodman in Syriana
- Wilhelm Grimm in I fratelli Grimm e l'incantevole strega
- Sergente Sullivan in The Departed - Il bene e il male

### Cinema
- Andras Jones in Nightmare 4 - Il non risveglio
- Michael Jackson in Moonwalker
- Chris O'Donnell in Scuola d'onore
- John Ortiz in Carlito's Way
- Rawle D. Lewis in Cool Runnings - Quattro sottozero
- Hiro Yuuki in Dragon Ball Z - L'eroe del pianeta Conuts
- Matt Dillon in Beautiful Girls
- Jason Marsden in Il re leone II
- Matthew Settle in Incubo finale
- Wes Bentley in American Beauty
- Jason London in Carrie 2
- Casper Van Dien in Il mistero di Sleepy Hollow
- Scott Caan in Fuori in 60 secondi
- Timothy Olyphant in Il club dei cuori infranti
- Hal Sparks in Fatti, strafatti e strafighe
- James Marsden in X-Men
- Jason Behr in The shipping News - Ombre dal profondo
- Barna Moricz in Jason X
- Johnny Strong in Fast and Furious
- Woody Jeffreys in Valentine - Appuntamento con la morte
- Michael Roof in xXx
- Mark Ruffalo in Una hostess tra le nuvole
- Mark Ruffalo in La mia vita senza di me
- James Marsden in X-Men 2
- Jeff East in Superman
- Toby Kebbell in Alexander
- Jonny Lee Miller in Melinda e Melinda
- Rupert Penry - Jones in Match Point
- Michael Roof in XXx 2 - The Next Level
- Tobias Menzies in Casino Royale
- James Marsden in X-Men: Conflitto finale
- James Marsden in Superman Returns

### Televisione
- Sasha Mitchell in Dallas
- Billy Jayne in Parker Lewis
- Éric Legrand in Sophie e Vivianne
- Kaneto Shiozawa in Kiss me Licia
- Michael Trucco a Pensacola - Squadra speciale Top Gun
- Jason Behr in Dawson's Creek
- Geoff Stults in Settimo cielo
- Sean Whalen in Special Unit 2
- Nestor Carbonell in Kim Possible
- Otoya Kawano in X (manga)
- Bradley Cooper in Alias
- Ryoutarou Okiayu in Gundam Seed
- Greg Cipesals in Witch
- Joey McIntyre in Boston Public
- Takahiro Sakurai in Meine Liebe
- Tobias Menzies in Roma
- Shuuichi Ikeda in Inferno e paradiso
- Omid Abtahi in Over There
- Eric Dane in Grey's Anatomy

### Videogiochi
- Kingdom Hearts
- NiBiRu - Messaggero degli dei

## Audiolibri
- The Bourne Identity di Robert Ludlum, RH Audio, ISBN 978-3866045637